# 호도항 (보령시)
호도항은 대한민국 충청남도 보령시 오천면 녹도리, 호도 섬에 있는 어항이다. 지방어항으로 지정하여 관리하고 있다. 시설관리자는 보령시장이다.

## 어항 구역
호도항의 어항구역은 다음과 같다.
- 수역: (미상)
- 육역: 충청남도 보령시 오천면 녹도리 509-2,509-3, 509-4, 509-5, 509-6, 522-3, 509-7, 509-8, 522-4, 522-5 (8,471m2)[1]